# Emilia Calini
Emilia Calini (Legnano, 13 luglio 1954) è una politica italiana.

## Biografia
Viene eletta alla Camera dei deputati nel 1992 nelle file di Rifondazione Comunista e per la XI Legislatura fa parte della Commissione Lavoro pubblico e privato.
Successivamente alla fine del suo mandato parlamentare, nel dicembre 1997, contestando l'appoggio del PRC al Governo Prodi lascia il partito per aderire alla Confederazione comunisti/e autorganizzati, assieme a Giovanni Bacciardi e altri esponenti della sinistra del partito.
Attiva nel sindacalismo di base, nei primi anni Duemila è la segretaria nazionale dei metalmeccanici della Confederazione Unitaria di Base.